# آنتونیو پدروزا
آنتونیو پدروزا (انگلیسی: Antonio Pedroza؛ زادهٔ ۲۰ فوریهٔ ۱۹۹۱) بازیکن فوتبال اهل مکزیک است.
از باشگاه‌هایی که در آن بازی کرده‌است می‌توان به باشگاه فوتبال کریستال پالاس و باشگاه فوتبال کروز آزول اشاره کرد.